# Kathedrale Notre-Dame-de-la-Sed (Entrevaux)

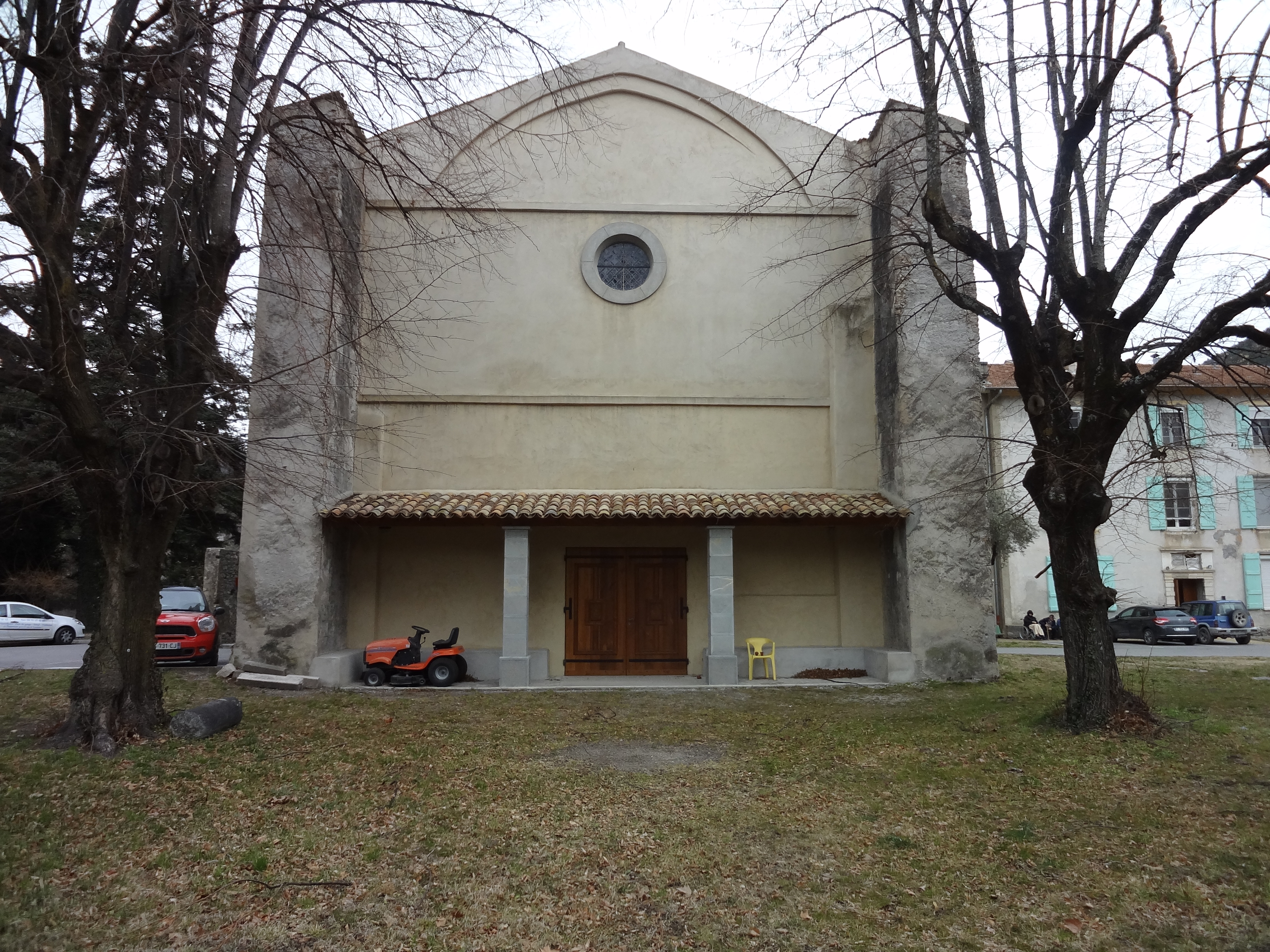
Ehemalige Kathedrale von Glandèves (Apsis)

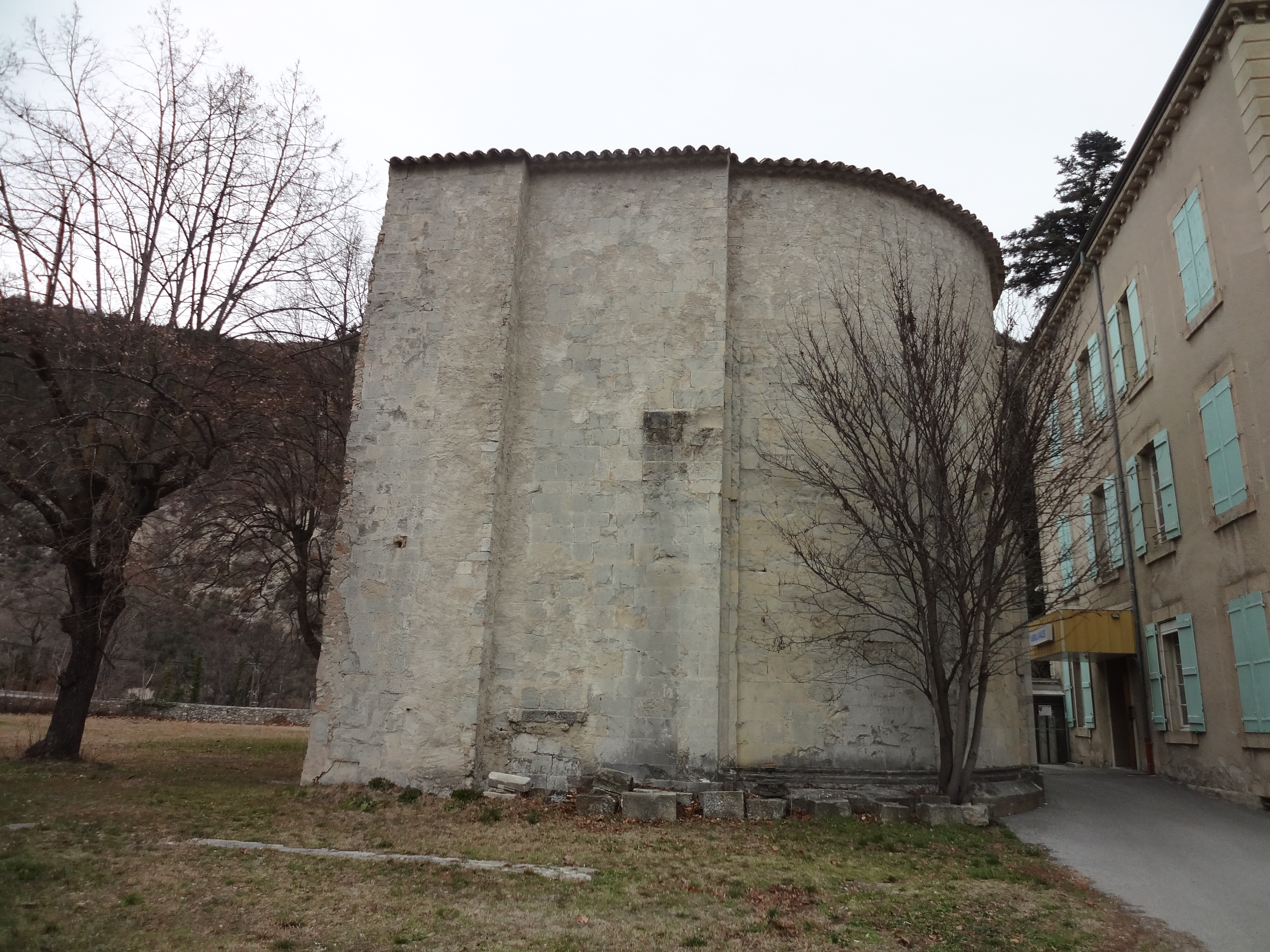
Ehemalige Kathedrale von Glandèves (Apsis)

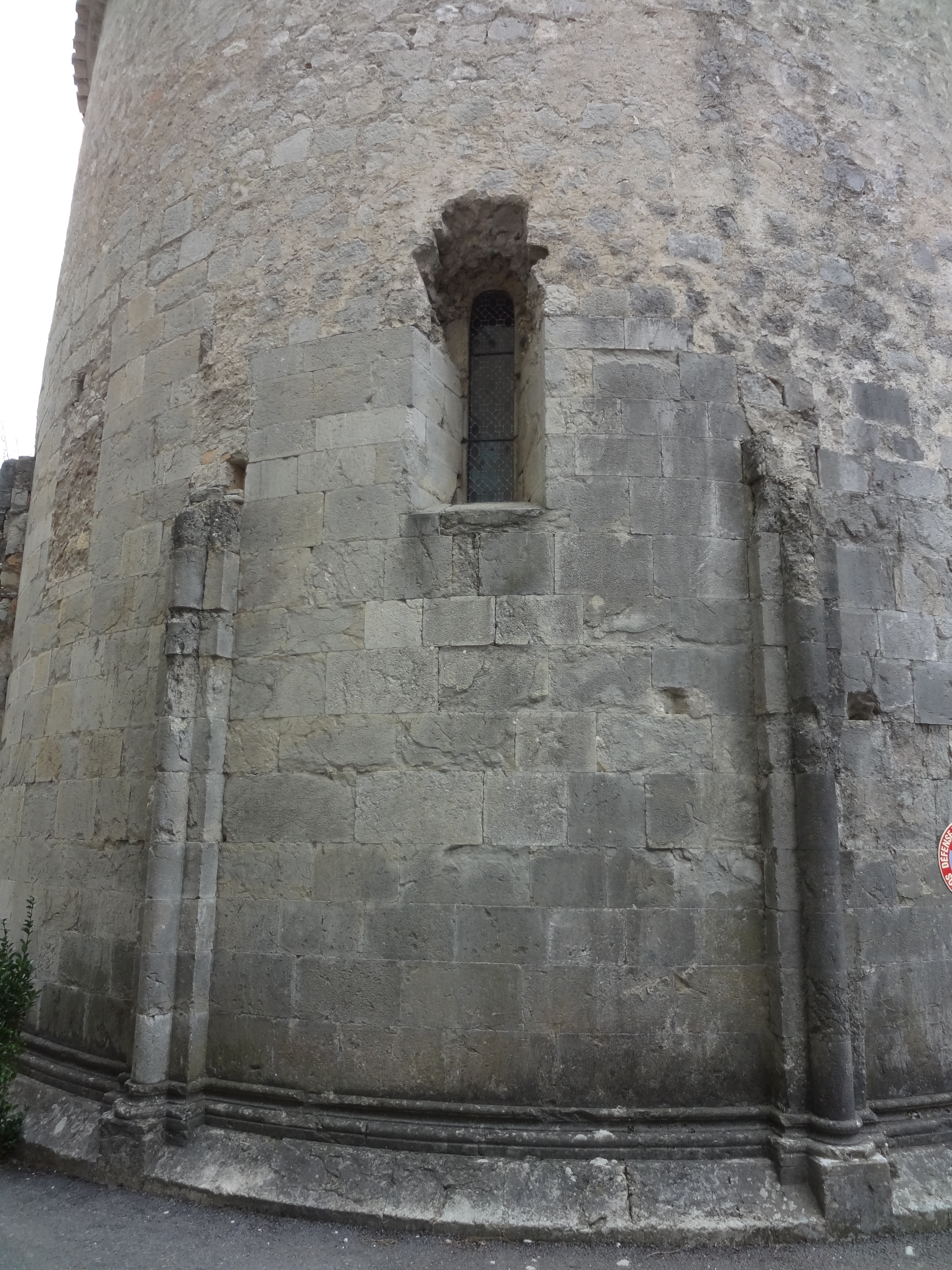
Ehemalige Kathedrale von Glandèves (Apsis)

Die ehemalige Kathedrale Notre-Dame-de-la-Sed war ein römisch-katholischer Kirchenbau in Entrevaux (Ortsteil Glandèves) im Bistum Digne. Sie war vom 5. bis zum 16. Jahrhundert Bischofssitz des Bistums Glandèves. Von der Kathedrale steht heute nur noch die Apsis, die seit 1996 als Monument historique eingestuft ist.

## Geschichte
Ein Kilometer östlich des heutigen Zentrums von Entrevaux und rechts des Flusses Var wurde 451 in Glanate (französisch Glandèves, auch: Glandève) das Bistum Glandèves gegründet. Der Bischofssitz bestand dort bis 1624. Dann verlegten die Bischöfe ihren Sitz in das sicherere Entrevaux. Heute ist Glandèves Ortsteil von Entrevaux.
Die ehemalige Kathedrale war dem Patronat Unserer Lieben Frau anvertraut und trug den Titel Notre-Dame-de-la-Sed (auch: Notre-Dame-de-la-Sède oder Notre-Dame-de-la-Seds). Der Name Sed/Seds/Sède (von lateinisch: sedis/sedem = „Sitz“) bedeutet „Bischofssitz“. Die heute noch stehende Apsis geht auf einen romanischen Bau des 12. Jahrhunderts zurück, der im 16. Jahrhundert zerstört wurde. Deshalb kam es im Zentrum von Entrevaux zum Neubau der heutigen Kathedrale Notre-Dame-de-l’Assomption, die bis zur Auflösung des Bistums Bischofssitz war.
Die Apsis diente als Kapelle, wird aber derzeit nicht genutzt. Der Bischofspalast, den die Bischöfe bis 1790 nutzten, diente seither verschiedenen weltlichen Zwecken. Er beherbergt derzeit ein Krankenhaus (Adresse: Le Parc de Glandèves).